# Sindangsari (Kutawaluya)
Sindangsari is een bestuurslaag in het regentschap Karawang van de provincie West-Java, Indonesië. Sindangsari telt 5188 inwoners (volkstelling 2010).